# Majdan (Dvor)
Majdan falu Horvátországban, Sziszek-Monoszló megyében. Közigazgatásilag Dvorhoz tartozik.

## Fekvése
Sziszek városától légvonalban 43, közúton 76 km-re délre, községközpontjától légvonalban 13, közúton 20 km-re északnyugatra a Báni végvidék déli részén, a Glinát Dvrorral összekötő 6-os számú főúttól délre, a bosnyák határ közelében fekszik.

## Története
Az emberi letelepedés ebben a térségben szorosan kapcsolódik az ércekben gazdag Trgovska és Zrinska gora hegységekhez, melyek bányáit az ember már ősidők óta használta. Az első itt letelepedett nép az i. e. 2500 és 2000 között itt élt vučedoli kultúra népe volt, de települések nyomait találták a késő bronzkorból és a korai vaskorból is. Ismert, hogy az itt bányászott vasércet (limonit), ezüstöt és ólmot (galenit) a kelták, majd a rómaiak is feldolgozták. Az első írásos források erről a területről a 13. század elejéről valók, amikor a térség urai a Babonićok voltak, akiknek Vodice nevű birtoka az Una mindkét partjára kiterjedt. A birtokot még Imre király adományozta a nemzetségnek, akik azt vásárlással és cserével tovább bővítették, így az a század második felére már a Žirovnica alsó folyása és a Zrinska gora közötti területre is kiterjedt. Helyzetük 1335-ben változott meg drámaian, amikor Babonić István fegyvert fogott Károly Róbert király ellen és kegyvesztett lett, birtokait elveszítette. A birtokokat a család másik ága, a Blagay család (nevét a Sana menti Blagaj váráról kapta) vette át, akik még újabbakat is szereztek mellé.
1347-ben I. Lajos magyar király adományozott birtokokat a Zrínyiek őseinek Subić György és Gergely bribiri grófoknak, Subić Péter horvát bán fiainak a Zrinyi-hegység (Zrinska gora), a Gvozd-hegység és Pedalj vidékén. A birtokok központja Zrin vára lett, melyről a család fel is vette a Zrínyi nevet. Amikor Lajos király ezeket a birtokokat eladományozta, valószínűleg nem sejtette, hogy a családot ezzel milyen gazdagsághoz juttatja, az itt található értékes lelőhelyeket ugyanis csak ezután találták meg. A Zrínyiek 1463-tól kaptak kiváltságot a Gvozd-hegység és Majdan területén található ezüst bányászatára, melyből nagy hasznot szereztek. Az első dokumentum, amely a Gvozdanszkó közelében fekvő bányákról szól I. Mátyás magyar király 1463. március 3-án kelt oklevele, melyben a király engedélyezi Zrínyi Péternek, hogy birtokain arany, ezüst, réz és más ércek kitermelésére bányákat nyisson és azok jövedelmeit adómentesen megtartsa. Gazdagságuk egyre nőtt és nemsokára Horvátország leghatalmasabb és leggazdagabb családjai közé tartoztak, mi több mintegy ötven évig saját pénzt is verettek, melyek ma is nagy numizmatikai értéknek számítanak.
Az 1683 és 1699 között felszabadító harcokban a keresztény seregek kiűzték a térségből a törököt és a török határ az Una folyóhoz került vissza. Ezután a török uralom alatt maradt Közép-Boszniából, főként a Kozara-hegység területéről és a Sana-medencéből  pravoszláv szerb családok érkeztek a felszabadított területekre. Az újonnan érkezettek szabadságjogokat kaptak, de ennek fejében határőr szolgálattal tartoztak. El kellett látniuk a várak, őrhelyek őrzését és részt kellett venniük a hadjáratokban. Majdan benépesülése is a 17. században kezdődött, majd több hullámban a 18. században is folytatódott. 1696-ban a szábor a bánt tette meg a Kulpa és az Una közötti határvédő erők parancsnokává, melyet hosszas huzavona után 1704-ben a bécsi udvar is elfogadott. Ezzel létrejött a Báni végvidék (horvátul Banovina), mely katonai határőrvidék része lett. 1745-ben megalakult a Petrinya központú második báni ezred, melynek fennhatósága alá ez a vidék is tartozott.
1881-ben megszűnt a katonai közigazgatás és Zágráb vármegye Kostajnicai járásának része lett. 1857-ben 120, 1910-ben 274 lakosa volt. A 20. század első éveiben a kilátástalan gazdasági helyzet miatt sokan vándoroltak ki a tengerentúlra. 1918-ban az új szerb-horvát-szlovén állam, majd később Jugoszlávia része lett. A második világháború idején a Független Horvát Állam része volt. A háború után a béke időszaka köszöntött a településre. Enyhült a szegénység és sok ember talált munkát a közeli városokban. Ennek következtében újabb kivándorlás indult meg. Sok fiatal települt át a jobb élet reményében Glinára, Dvorra, Petrinyára, Bosanski Noviba. A falu 1991. június 25-én jogilag a független Horvátország része lett, de szerb lakói a Krajinai Szerb Köztársasághoz csatlakoztak. A falut 1995. augusztus 8-án a Vihar hadművelettel foglalta vissza a horvát hadsereg. A szerb lakosság többsége elmenekült. 2011-ben 11 állandó lakosa volt.

## Népesség
| Lakosság változása | Lakosság változása | Lakosság változása | Lakosság változása | Lakosság változása | Lakosság változása | Lakosság változása | Lakosság változása | Lakosság változása | Lakosság változása | Lakosság változása | Lakosság változása | Lakosság változása | Lakosság változása | Lakosság változása | Lakosság változása |
| ------------------ | ------------------ | ------------------ | ------------------ | ------------------ | ------------------ | ------------------ | ------------------ | ------------------ | ------------------ | ------------------ | ------------------ | ------------------ | ------------------ | ------------------ | ------------------ |
| 1857               | 1869               | 1880               | 1890               | 1900               | 1910               | 1921               | 1931               | 1948               | 1953               | 1961               | 1971               | 1981               | 1991               | 2001               | 2011               |
| 120                | 178                | 176                | 283                | 274                | 274                | 218                | 271                | 228                | 254                | 224                | 187                | 125                | 98                 | 4                  | 11                 |

## Nevezetességei
A gvozgansko-majdani bányakomplexum a 16. század óta működik. Az első ismert bányák Gvozdanszkó területén voltak. Az itteni ércbányákat már a kelták és a rómaiak is ismerték és használták. A középkorban 1463-tól van írásos forrás az itteni ezüst és az ólom bányászatára, amikor a Zrínyiek kaptak királyi engedélyt a birtokukon található ásványkincsek kitermelésére és hasznosítására. Az első részletes beszámoló a bányák, égetőkemencék, anyagraktárak, bányászházak, valamint a Keresztelő Szent János templom meglétéről 1766-ból való. A komplexum egészen a II. világháborúig jövedelmezően működött, ezután azonban hanyatlásnak indult. 1977-ben még az öntödének és a csatlakozó épületeknek megvolt a teteje, de ma már a délszláv háborúból itt maradt aknák miatt az egész épületegyüttes megközelíthetetlen.